# Al-Qashati
Al-Qashati (tiếng Ả Rập: القشاطي al-qashāṭī) là một ngôi làng Syria nằm ở phó huyện Tell Salhab ở huyện Al-Suqaylabiyah, Hama. Theo Cục Thống kê Trung ương Syria (CBS), ngôi làng có dân số 969 người trong cuộc điều tra dân số năm 2004.